# Before He Cheats
Singles de Carrie Underwood
Don't Forget to Remember Me
(2006) Wasted
(2007)
Pistes de Some Hearts
Lessons Learned
(6) Starts With Goodbye
(8)
Before He Cheats est le cinquième single extrait de l'album Some Hearts de la chanteuse de musique country américaine Carrie Underwood.